# Liste der Orte in der kreisfreien Stadt Aschaffenburg
Die Liste der Orte in der kreisfreien Stadt Aschaffenburg listet die drei amtlich benannten Gemeindeteile (Hauptorte, Kirchdörfer, Pfarrdörfer, Dörfer, Weiler und Einöden) in der kreisfreien Stadt Aschaffenburg auf.

## Systematische Liste
- Die kreisfreie Stadt Aschaffenburg mit dem Hauptort Aschaffenburg und den Pfarrdörfern Gailbach und Obernau.